# ソンソナーテ県

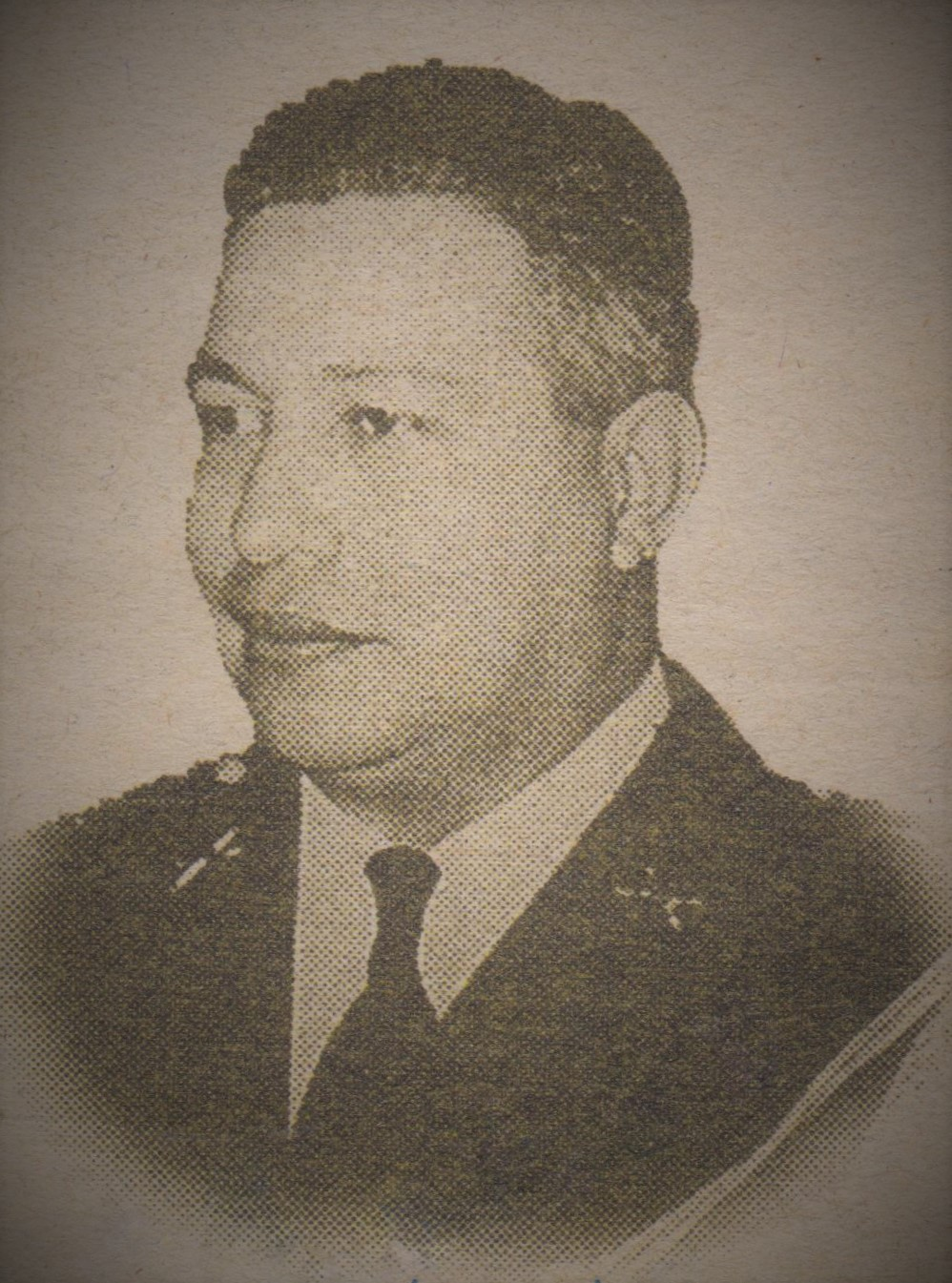
オスカル・オソリオ

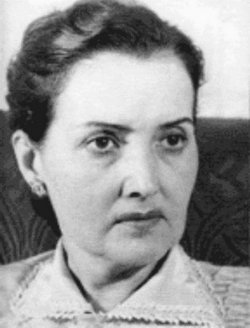
クラウディア・ラース

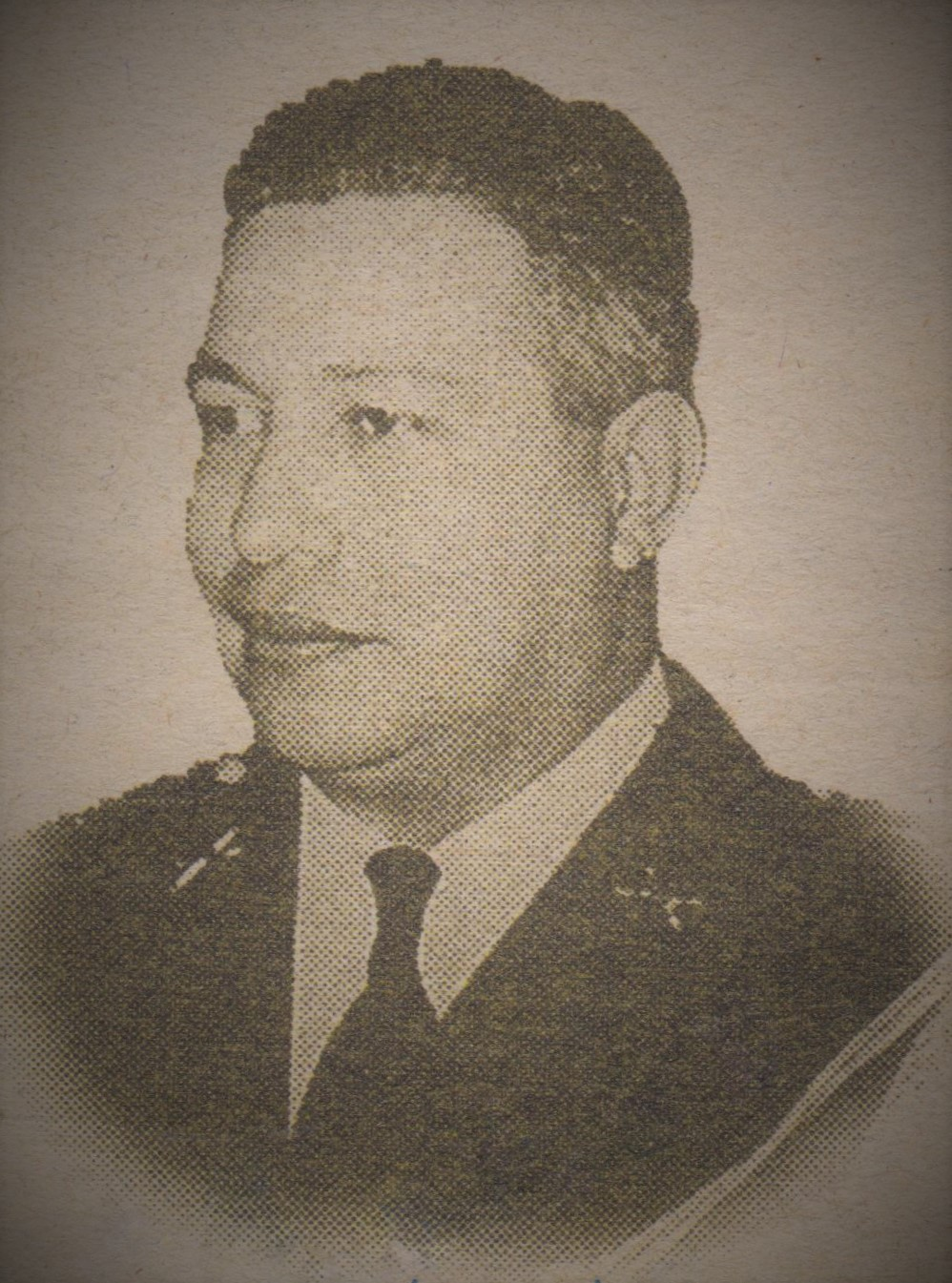
オスカル・オソリオ

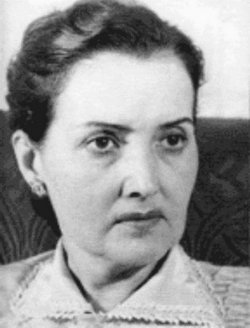
クラウディア・ラース

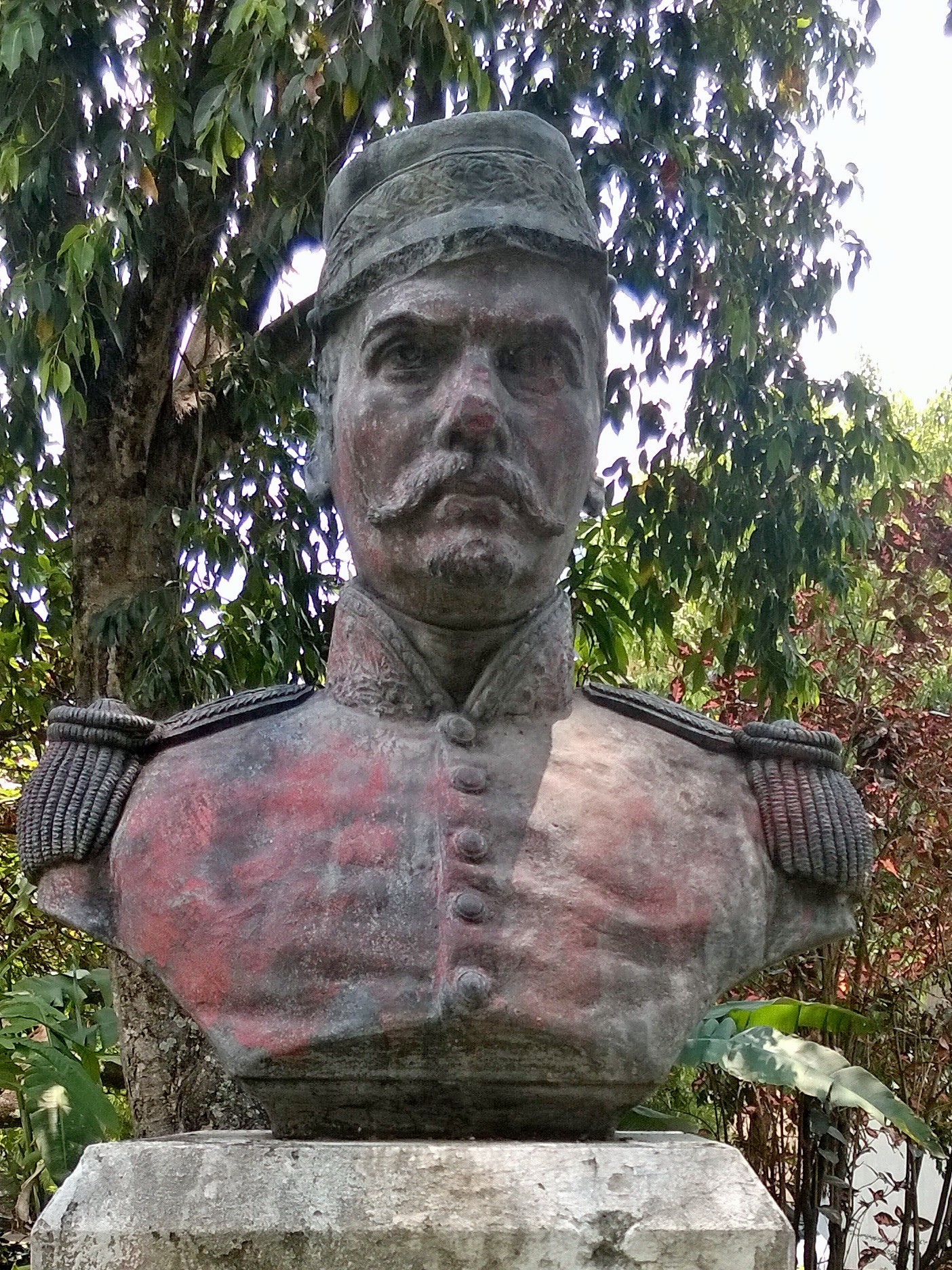
フランシスコ・マレスピン

ソンソナーテ県(ソンソナーテけん、スペイン語：Departamento de Sonsonate)は、エルサルバドル南西部の県。
県都はソンソナーテ。
2016年の人口は50万1780人で、全国の7.7%を占め、14県中4位。
面積は1225.8km2で、全国の5.8%を占め、14県中9位。
人口密度は409.4人/km2。

## 人口
- 1992年9月27日：36万183人
- 2007年6月30日：46万5274人
- 2012年6月30日：48万3472人
- 2016年6月30日：50万1780人

## 隣接県
- 北：サンタ・アナ県
- 東：ラ・リベルタ県
- 南：太平洋
- 西：アワチャパン県

## 主要都市
人口は2016年6月30日の値。
1. イサルコ（英語版）：8万150人
2. ソンソナーテ（英語版）：7万3232人(県都)
3. アカフトラ（英語版）：5万7812人
4. ナフイサルコ（英語版）：5万6452人
5. アルメニア（英語版）：3万8989人
6. ソンサカテ（英語版）：3万7299人
7. サン・アントニオ・デル・モンテ（英語版）：3万6937人
8. フアユア（英語版）：2万5995人
9. サン・ジュリアン（英語版）：2万632人
10. クイスナウアト（英語版）：1万4615人
11. ナウリンゴ（英語版）：1万2186人
12. サンタ・カタリナ・マサウアト（英語版）：1万1614人
13. サンタ・イサベル・イスウアタン（英語版）：1万1133人
14. カルコ（英語版）：1万587人

## 歴史
1552年、アントニオ・ロドリゲスが現在のソンソナーテ市の位置にVilla of Sagrado Espirituを建設した。
1553年、ペドロ・ラミレス・デ・キニョネスとフランシスコ・マロキン司教がVilla de la Santísima Trinidadに改名した。
1726年、聖ドミンゴ教会が建設された。
1824年4月1日、Villa de la Santísima Trinidadが市に昇格した。
6月12日、ソンソナーテ県が設置され、Villa de la Santísima Trinidad市を県都とした。
1859年1月29日、北部が分離し、サンタ・アナ県が設置された。

## 著名人
- オスカル・オソリオ（英語版）(Oscar Osorio)：1910年12月14日～1969年3月6日。ソンソナーテ市出身。1950年9月14日～1956年9月14日まで大統領を務めた。

- クラウディア・ラース（英語版）(Claudia Lars)：1899年12月20日～1974年。アルメニア市出身。詩人。

- サラルエ（英語版）(Luis Salvador Efraín Salazar Arrué)：1899年10月22日～1975年11月27日。ソンソナーテ市出身。作家、詩人、画家。

- フランシスコ・マレスピン（英語版）(Francisco Malespín)：1860年9月28日～1846年11月25日。イサルコ市出身。軍人、政治家。1844年2月7日～1845年2月15日まで大統領を務めた。

- ホセ・ロベルト・セア（英語版）(Jose Roberto Cea)：1939年4月10日～。イサルコ市出身。小説家。

- ラファエル・バリエントス（英語版）(Rafael Barrientos)：1919年～2008年8月2日。アルメニア市出身。リト・バリエントス国際管弦楽団の創立者。